# 1899 v loďstvech
Tento článek obsahuje významné události v oblasti loďstev v roce 1899.

## Lodě vstoupivší do služby
- 1899  Petropavlovsk, Poltava a Sevastopol – bitevní loď třídy Petropavlovsk

- 18. března –  Asama – pancéřový křižník třídy Asama

- 18. května –  Tokiwa – pancéřový křižník třídy Asama

- 25. května –  SMS Zenta – chráněný křižník třídy Zenta

- prosinec –  Charlemagne a Gaulois – predreadnoughty třídy Charlemagne

- prosinec –  Canopus – predreadnought třídy Canopus